# Kinga Dębska
Kinga Izabela Dębska (ur. 4 września 1969 w Białymstoku) – polska reżyserka i scenarzystka filmowa.

## Życiorys
Absolwentka II Liceum Ogólnokształcącego im. Stefana Batorego w Warszawie (matura 1988). Absolwentka kulturoznawstwa na Wydziale Orientalistycznym UW (1996), Camerimage Film School w Toruniu (2001) oraz reżyserii w FAMU w Pradze (2007).
Laureatka wielu nagród festiwalowych, m.in. za filmy Hel (2010), Aktorka (2015), Józek i jego dzieci (2007). Jak dotychczas największy sukces – zarówno artystyczny, jak i komercyjny – przyniósł jej film Moje córki krowy (2015). Dębska otrzymała za niego Nagrodę Dziennikarzy oraz Nagrodę Sieci Kin Studyjnych i Lokalnych na Festiwalu Filmowym w Gdyni. Tytuł wyróżniono także dwoma Orłami: za najlepszy scenariusz oraz nagrodą publiczności. Moje córki krowy zostały ponadto dostrzeżone i docenione w Chicago (Festiwal Filmu Polskiego w Ameryce, nagroda „Złote Zęby”, 2015), Moskwie (Nagroda Główna FFP „Wisła”, 2016) oraz na China Golden Rooster & Hundred Flowers Film Festival (Nagroda Publiczności, 2017).
Artystka wyreżyserowała także dwie sztuki teatralne: Gotowane głowy czeskiego dramaturga Marka Horščaka oraz Tancerz na podstawie Tancerza Mecenasa Kraykowskiego autorstwa Witolda Gombrowicza.
Zdobywczyni III Nagrody PISF (wspólnie z Miką Dunin) za scenariusz Zabawa, zabawa w konkursie „Script Pro” (2017). Jej film dokumentalny Tu się żyje o pierwszym i jedynym hospicjum na Litwie, w Wilnie, prowadzonym przez siostrę Michaelę Rak, uzyskał wyróżnienie w 2018 na Festiwalu Filmów Dokumentalnych „Kino z duszą” w Warszawie.
Członkini Stowarzyszenia Filmowców Polskich. Matka aktorki Marii Dębskiej.

## Filmografia

### reżyseria
- Gra z Cieniem (2024)
- Święto ognia (2023)
- Lulu (2022)[8]
- Zupa nic (2021)
- Szóstka (2019)
- Plan B (2018)
- Tu się żyje (2018)
- Zabawa, zabawa (2018)
- Aktorka (2015)
- Moje córki krowy (2015)
- Singielka (2015-2016)
- Wszystko przed nami (2012-2013)
- Hel (2009)
- Najbardziej lubię grać (2008)
- Sześć oktaw (2008)
- Józek i jego dzieci (2007)
- Małe radosti (2007)
- Para mieszana (2005)
- Droga, prawda, życie (2001)
- Kocham Chrystusa (2000)

### scenariusz
- Święto ognia (2023)
- Zupa nic (2021)
- Szóstka (2019)
- Tu się żyje (2018)
- Zabawa, zabawa (2018)
- Moje córki krowy (2015)
- Hel (2009)
- Najbardziej lubię grać (2008)
- Sześć oktaw (2008)
- Józek i jego dzieci (2007)
- Para mieszana (2005)
- Droga, prawda, życie (2001)
- Opowiem ci bajkę (2001)
- Kocham Chrystusa (2000)